# Інструментальний квадрат
Інструментальний квадрат — конструкція шліцьового з'єднання для ручного слюсарного інструменту. Квадратний хвостовик інструменту (мітчик, розвертка, насадка гніздового ключа) і відповідна квадратна частина воротка або гніздового ключа.
Призначена для швидкої зміни ручного інструменту з високою надійністю. Існують різні інструментальні квадрати.

## Металорізальний інструмент

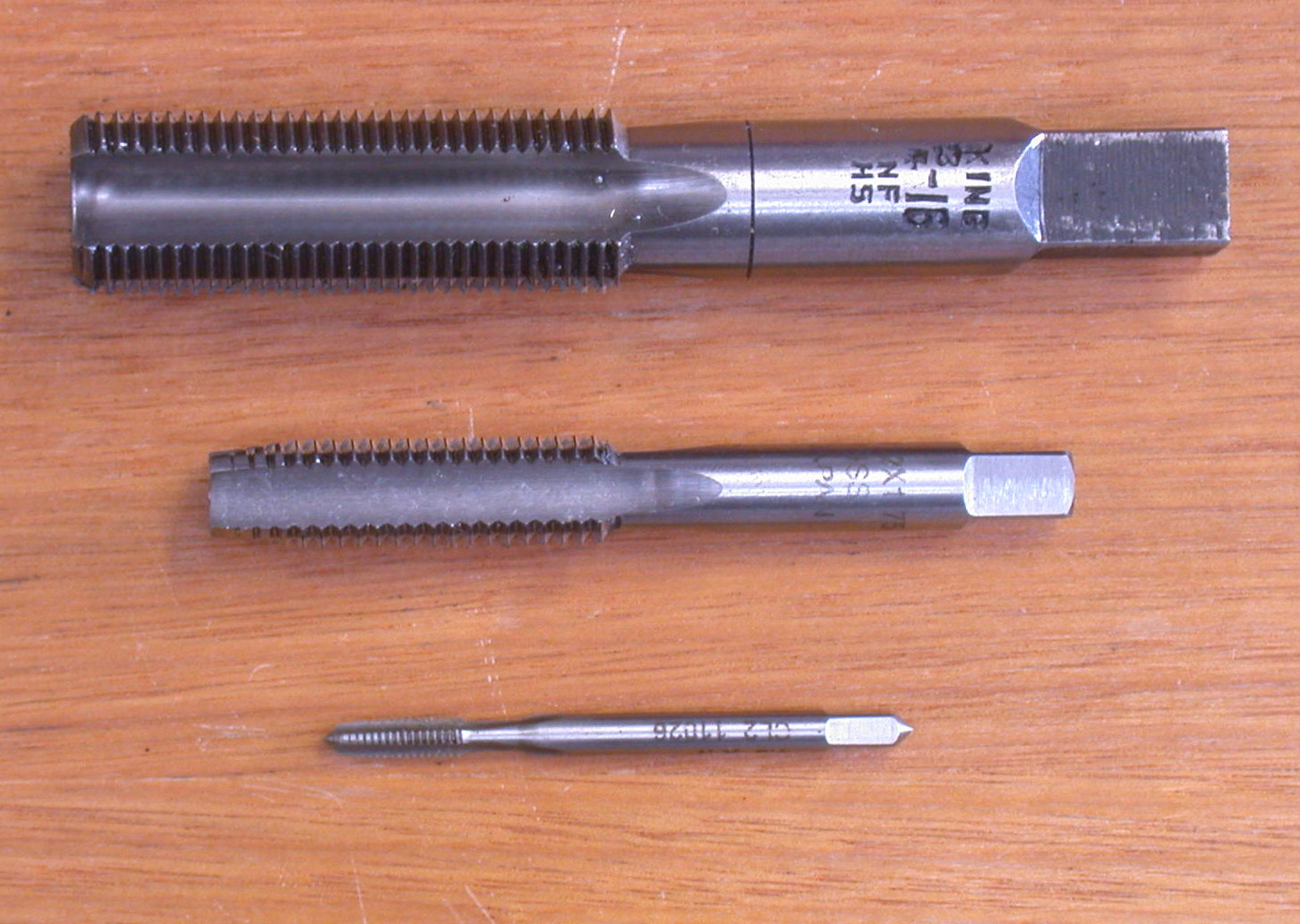
Мітчики з квадратними хвостовиками

Квадратні хвостовики металорізального інструменту нормуються ГОСТ 9523-84 для діаметрів хвостовика від 1 до 100 мм (на основі міжнародного стандарту ISO 237-75). Хвостовик являє собою циліндричний стержень, кінець якого відформований у квадрат. Інструмент з таким хвостовиком затискається в ручний інструмент вороток, спеціальні цанги або різьбонарізні патрони.
Таким хвостовиком оснащуються мітчики, розгортки, зенкери, вивертки.

## Гніздові ключі

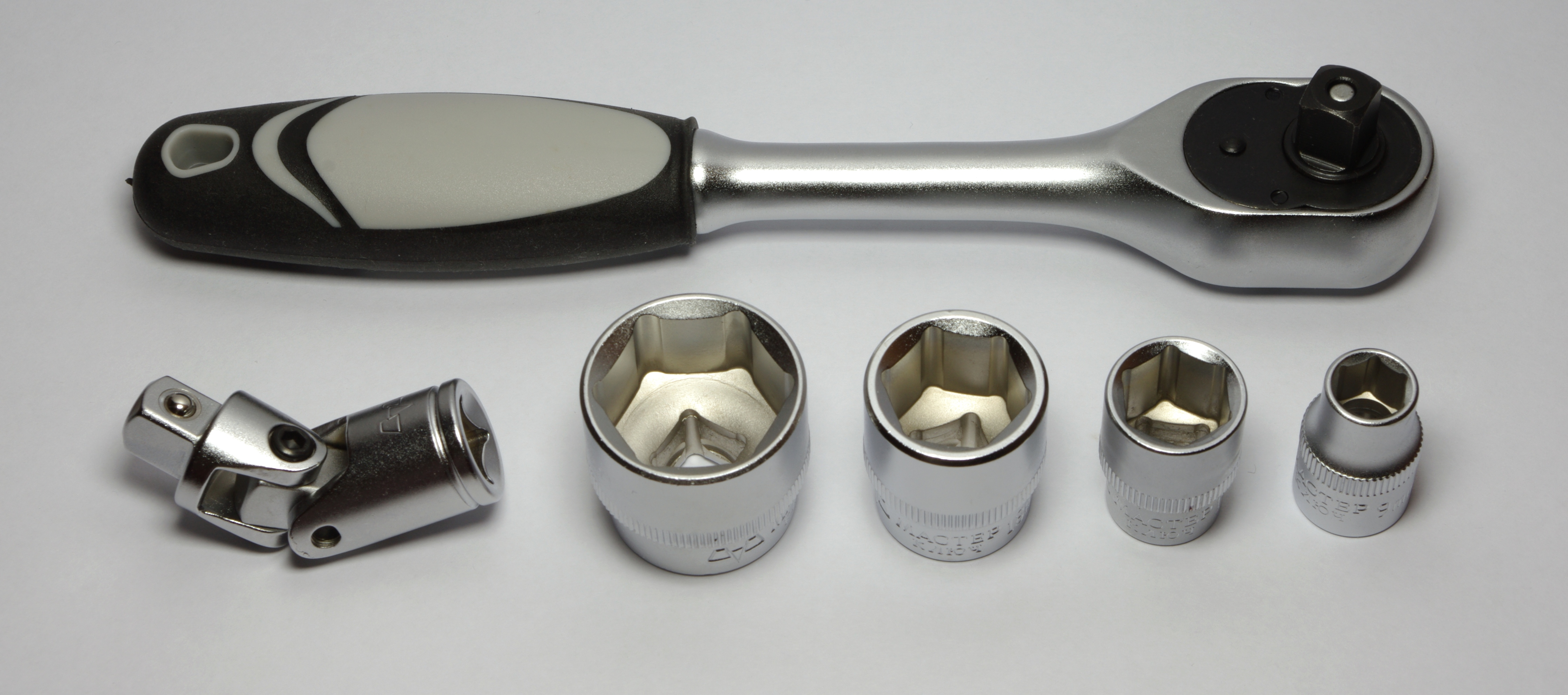
Рукоятка гніздового ключа і набір насадок

Насадка гніздового ключа і відповідна рукоятка стикуються за допомогою квадратної шпильки на рукоятці і відповідного отвору в насадці. Стандартизований набір розмірів квадратів: 1/4 дюйма, 3/8 дюйма, 1/2 дюйма і 3/4 дюйма. Як правило шпилька забезпечується фіксуючим елементом у вигляді підпружиненої кульки.
Крім ручних гніздових ключів, випускають пневматичні гайковерти, динамометричні ключі, інші інструменти та аксесуари з таким самим механізмом фіксації насадок.